# Jesús Cardenal Fernández
Jesús Cardenal Fernández (Pesquera de Duero, 20 de febrer de 1930 - Madrid, 25 de juny de 2018) va ser un jurista espanyol, Fiscal General de l'Estat des del 16 de maig de 1997 fins al 23 d'abril de 2004.
Llicenciat en Dret per la Universitat de Valladolid, amb premi extraordinari, i doctor en Dret per la Universitat de Navarra amb una tesi titulada El temps en el compliment de les obligacions i dirigida per Francisco Sancho Rebullida, va accedir a la carrera judicial en 1958 (promoció 4ª), optant per la carrera fiscal. Al final del curs, el 29 abril 1960, va ser destinat com a advocat fiscal a la fiscalia de la llavors Audiència Provincial de Bilbao. Vinculat a l'Opus Dei, en el seu despatx destacava la medalla de la Verge de Torreciudad.
Fiscal de l'Audiència Provincial de Bilbao, des de 1960, va romandre en la seva destinació 37 anys. En 1984, Cardenal va accedir a la condició de professor Titular de Dret Civil de la Facultat d'Econòmiques de la Universitat del País Basc, en superar les proves d'idoneïtat que es van establir sobre aquest tema. Va romandre com a professor d'aquesta Facultat fins a 1989. De 1977 a 1987 va simultanejar el càrrec de fiscal de l'Audiència Territorial de Bilbao amb el de jutge de menors de Bilbao, activitat en la qual va cessar per incompatibilitat establerta en la Llei Orgànica del Poder Judicial de 1985 per exercir les funcions de fiscal i de jutge de menors.
El 16 de maig de 1997, va ser designat pel Govern de José María Aznar com a Fiscal General de l'Estat, en substitució de Juan Ortiz Úrculo. Va cessar com a fiscal General el 23 d'abril de 2004. A l'any següent va accedir a la jubilació. Després de renunciar a ser membre del Consell d'Estat, es va dedicar a l'exercici lliure de l'advocacia. Des de la Fiscalia General de l'Estat es va oposar en 1998 a la petició d'extradició del dictador Augusto Pinochet formulada pel jutge Baltasar Garzón i en 2002 va interposar davant el Tribunal Suprem la demanda d'il·legalització de Batasuna.
La seva tesi doctoral, El temps en el compliment de les obligacions, va ser publicada després com a monografia jurídica en 1979 en l'Editorial Montecorbo de Madrid.

## Distincions honorífiques
- Creu Distingida de 1a classe de l'Ordre de Sant Ramon de Penyafort
- Creu d'Honor de l'Ordre de Sant Ramon de Penyafort